# NGC 2544
NGC 2544 é uma galáxia espiral barrada (SBa) localizada na direcção da constelação de Camelopardalis. Possui uma declinação de +73° 59' 18" e uma ascensão recta de 8 horas, 21 minutos e 40,3 segundos.
A galáxia NGC 2544 foi descoberta em 7 de Setembro de 1885 por Lewis A. Swift.